# Mistrzostwa Świata w biegu na 100 km 1988
2. Mistrzostwa Świata w biegu na 100 km 1988 – zawody lekkoatletyczne, które odbyły się 1 października 1988 w Santander, Hiszpania.

## Medaliści
|                         | 1. miejsce           | Rezultat | 2. miejsce        | Rezultat | 3. miejsce             | Rezultat |
| Mężczyźni indywidualnie | Domingo Catalan Lera | 6:34:41  | Jean-Marc Bellocq | 6:41:50  | Bruno Scelsi           | 6:48:18  |
| Kobiety indywidualnie   | Ann Trason           | 7:30:49  | Marta Vass        | 7:56:07  | Eleanor Adams-Robinson | 8:07:38  |